# Gustav Richter (Politiker, 1868)
Gustav Albert Max Richter (* 25. Mai 1868 in Zerbst/Anhalt; † 26. März 1941 in Lahr/Schwarzwald) war ein deutscher Politiker der SPD.

## Leben und Beruf
Richter wuchs als Sohn eines Riemermeisters auf. Nach dem Besuch der Bürgerschule in Zerbst absolvierte er von 1886 bis 1890 die Lehre zum Lithografen in Dessau. Im letzten Jahr besuchte er die Kunst- und Gewerbeschule in Karlsruhe, auf seiner Wanderschaft zog er unter anderem durch Deutschland, Österreich und die Schweiz.
1899 ließ er sich in Lahr nieder. Dort hatte er von 1906 bis 1907 den Vorsitz des Gewerkschaftskartells inne. Bis 1912 war er als Lithografengehilfe tätig, nebenamtlich war er Gauleiter des Lithografen- und Steindruckverbandes. 1912 machte er sich als Lithograf selbstständig, gab diese Tätigkeit aber 1915 auf, um die Leitung des städtischen Arbeitsamtes in Lahr zu übernehmen, zunächst ehrenamtlich, ab 1919 im Beamtenstatus. Aus diesem Amt wurde er 1933 entlassen.
Er war Herausgeber des „Arbeiter-Stenograph“, einer Publikation des Deutschen Arbeiter-Stenographen-Bundes. Daneben verfasste er Lehrbücher der deutschen Volkskurzschrift.
Im März 1933 wurde seine Wohnung durch die NS-Behörden durchsucht sowie Teile seiner Bibliothek beschlagnahmt. Im Mai 1933 wurde er für drei Wochen in sogenannte „Schutzhaft“ genommen, die er im Gefängnis in Lahr verbrachte.
Richter war zweimal verheiratet und Vater von zwei Kindern, unter ihnen der Künstler Leopoldo Richter.

## Politik
Richter war Mitglied der SPD und von 1910 bis 1914 deren Vorsitzender des Ortsvereins Lahr. Von 1907 bis 1910 gehörte er dem Bürgerausschuss in Lahr an, danach bis 1933 dem Lahrer Stadtrat. Im November 1918 gehörte er dem Arbeiter- und Soldatenrat in Lahr an. 1919 wurde er in die Verfassunggebende Landesversammlung der Republik Baden gewählt, der er bis 1921 angehörte.